# Бхатти, Раджа Азиз
Раджа Азиз Бхатти (англ. Raja Aziz Bhatti), родился в Гонконге в 1928 году. В 1947 году он переехал жить в Пакистан. Погиб во время второй индо-пакистанской войны. Посмертно награждён высшей военной наградой Пакистана — Нишан-я-Хайдер.

## Начало войны
5 августа 1965 года началась вторая индо-пакистанская война. Майор Бхатти командовал ротой солдат недалеко от Лахора. В течение пяти суток без сна он сражался с индийцами за стратегический канал БРБ. 11 сентября он предпринял контратаку силами своей роты под непрекращающимся огнём индийской авиации и танков. В него попали осколки индийского танкового снаряда, майор Бхатти погиб мгновенно.

## Память
За день до смерти майора, командующий войсками передал ему сообщение, что на его место будет поставлен другой офицер так как Бхатти нужно было хоть немного отдохнуть после пяти суток жесточайшего сражения за Лахор. Однако майор Раджа Азиз, ответил отказом: «Не снимайте меня с командования роты. Я не хочу вернуться назад. Я буду сражаться до последней капли крови защищая мою дорогую Родину».
Он был похоронен в деревне Ладиан, около Гуджрата.
6 сентября каждого года в Пакистане отмечается День Обороны, в память о героизме солдат в битве за Лахор.